# (73623) 3477 T-3
(73623) 3477 T-3 – planetoida z pasa głównego asteroid okrążająca Słońce w ciągu 5,26 lat w średniej odległości 3,02 j.a. Odkryta 16 października 1977 roku.